# Tony Maggs
Antony Francis O’Connell „Tony“ Maggs (* 9. Februar 1937 in Pretoria; † 2. Juni 2009 in Hermanus) war ein südafrikanischer Automobilrennfahrer.

## Karriere
1959 kam er nach England, wurde 1961 Europameister in der Formel Junior und fuhr bei so bekannten Teams wie Lotus oder Cooper.
Sein Debüt in der Automobil-Weltmeisterschaft gab Maggs in der Saison 1961 bei den Grand Prix von Großbritannien und Deutschland mit einem Lotus-Climax. Beide Male kam er jedoch nicht unter die ersten zehn.
In den Saisons 1962 und 1963 startete er bei 19 WM-Rennen für Cooper-Climax als zweiter Werksfahrer neben Bruce McLaren. Seine beste Platzierung war jeweils der zweite Platz beim Großen Preis von Frankreich.
1964 absolvierte er drei WM-Rennen für die Scuderia Centro Sud mit einem BRM P57. Die Saison 1965 brachte schon sein letztes Rennen in seiner Karriere in der Automobil-Weltmeisterschaft beim Großen Preis von Südafrika. Für das Reg Parnell Racing-Team startete er mit einem Lotus-B.R.M. und wurde Elfter.
Maggs plante für die nächste Saison mit einem Surtees-Lola (Formel 2), als er bei einem nationalen Rennen in Pietermaritzburg mit einem Brabham einen Unfall hatte und dabei einen kleinen Jungen tötete, der sich im Streckenbereich befand. Der Südafrikaner beendete kurze Zeit später seine Laufbahn als Rennfahrer und zog sich auf seine Farm zurück.
Tony Maggs startete auch bei Rennen zur Weltmeisterschaft für Grand-Tourisme-Wagen und in Läufen um die FIA-Pokale für Prototypen, u. a. beim 1000-km-Rennen auf dem Nürburgring 1962 zusammen mit Bruce McLaren auf Aston Martin, 1963 mit Bob Olthoff auf Lola Mk6 GT-Ford, 1964 und 1965 mit David Piper auf dessen Ferrari. 1964 wurden Piper/Maggs auf Ferrari 250 GT Siebte im Gesamtklassement (42 Runden = 958 km in 7:10:45,0 Stunden). Bei den 24 Stunden von Le Mans 1964 wurde die Mannschaft Innes Ireland/Anthony Maggs auf Ferrari GTO mit 4403,62 gefahrenen Kilometern Sechste.
Tony Maggs setzte sich in seiner Heimat in Hermanus zur Ruhe. Er starb Anfang Juni 2009 an einem Krebsleiden.

## Statistik

### Statistik in der Automobil-Weltmeisterschaft
Diese Statistik umfasst alle Teilnahmen des Fahrers an der Automobil-Weltmeisterschaft, die heutzutage als Formel-1-Weltmeisterschaft bezeichnet wird.

#### Gesamtübersicht
| Saison | Team                | Chassis    | Motor         | Rennen | Siege | Zweiter | Dritter | Poles | schn. Rennrunden | Punkte | WM-Pos. |
| ------ | ------------------- | ---------- | ------------- | ------ | ----- | ------- | ------- | ----- | ---------------- | ------ | ------- |
| 1961   | Louise Bryden-Brown | Lotus 18   | Climax 1.5 L4 | 2      | −     | −       | −       | −     | −                | −      | NC      |
| 1962   | Cooper Car Company  | Cooper T55 | Climax 1.5 L4 | 3      | −     | −       | −       | −     | −                | 13     | 7.      |
| 1962   | Cooper Car Company  | Cooper T66 | Climax 1.5 V8 | 6      | −     | 1       | 1       | −     | −                | 13     | 7.      |
| 1963   | Cooper Car Company  | Cooper T66 | Climax 1.5 V8 | 10     | −     | 1       | −       | −     | −                | 9      | 8.      |
| 1964   | Scuderia Centro Sud | BRM P57    | BRM 1.5 V8    | 3      | −     | −       | −       | −     | −                | 4      | 12.     |
| 1965   | Reg Parnell Racing  | Lotus 25   | BRM 1.5 V8    | 1      | −     | −       | −       | −     | −                | −      | NC      |
| Gesamt | Gesamt              | Gesamt     | Gesamt        | 25     | −     | 2       | 1       | −     | −                | 26     |         |

#### Einzelergebnisse
| Saison | 1   | 2   | 3 | 4   | 5   | 6 | 7   | 8   | 9 | 10 |
| ------ | --- | --- | - | --- | --- | - | --- | --- | - | -- |
| 1961   |     |     |   |     |     |   |     |     |   |    |
|        |     |     |   | 13  | 11  |   |     |     |   |    |
| 1962   |     |     |   |     |     |   |     |     |   |    |
| 5      | DNF | DNF | 2 | 6   | 9   | 7 | 7   | 3   |   |    |
| 1963   |     |     |   |     |     |   |     |     |   |    |
| 5      | 7   | DNF | 2 | 9   | DNF | 6 | DNF | DNF | 7 |    |
| 1964   |     |     |   |     |     |   |     |     |   |    |
|        | DNS | DNS |   | DNF | 6   | 4 |     |     |   |    |
| 1965   |     |     |   |     |     |   |     |     |   |    |
| 11     |     |     |   |     |     |   |     |     |   |    |

| Legende  | Legende            | Legende                                                          |
| Farbe    | Abkürzung          | Bedeutung                                                        |
| -------- | ------------------ | ---------------------------------------------------------------- |
| Gold     | –                  | Sieg                                                             |
| Silber   | –                  | 2. Platz                                                         |
| Bronze   | –                  | 3. Platz                                                         |
| Grün     | –                  | Platzierung in den Punkten                                       |
| Blau     | –                  | Klassifiziert außerhalb der Punkteränge                          |
| Violett  | DNF                | Rennen nicht beendet (did not finish)                            |
| Violett  | NC                 | nicht klassifiziert (not classified)                             |
| Rot      | DNQ                | nicht qualifiziert (did not qualify)                             |
| Rot      | DNPQ               | in Vorqualifikation gescheitert (did not pre-qualify)            |
| Schwarz  | DSQ                | disqualifiziert (disqualified)                                   |
| Weiß     | DNS                | nicht am Start (did not start)                                   |
| Weiß     | WD                 | zurückgezogen (withdrawn)                                        |
| Hellblau | PO                 | nur am Training teilgenommen (practiced only)                    |
| Hellblau | TD                 | Freitags-Testfahrer (test driver)                                |
| ohne     | DNP                | nicht am Training teilgenommen (did not practice)                |
| ohne     | INJ                | verletzt oder krank (injured)                                    |
| ohne     | EX                 | ausgeschlossen (excluded)                                        |
| ohne     | DNA                | nicht erschienen (did not arrive)                                |
| ohne     | C                  | Rennen abgesagt (cancelled)                                      |
| ohne     | keine WM-Teilnahme |                                                                  |
| sonstige | P/fett             | Pole-Position                                                    |
| sonstige | 1/2/3/4/5/6/7/8    | Punktplatzierung im Sprint-/Qualifikationsrennen                 |
| sonstige | SR/kursiv          | Schnellste Rennrunde                                             |
| sonstige | *                  | nicht im Ziel, aufgrund der zurückgelegten Distanz aber gewertet |
| sonstige | ()                 | Streichresultate                                                 |
| sonstige | unterstrichen      | Führender in der Gesamtwertung                                   |

### Le-Mans-Ergebnisse
| Jahr | Team                       | Fahrzeug                | Teamkollege    | Platzierung | Ausfallgrund       |
| ---- | -------------------------- | ----------------------- | -------------- | ----------- | ------------------ |
| 1961 | Essex Racing Stable        | Aston Martin DBR1/300   | Roy Salvadori  | Ausfall     | Leck im Benzintank |
| 1963 | Porsche System Engineering | Porsche 718/8 GTR Coupe | Joakim Bonnier | Ausfall     | Unfall             |
| 1964 | Maranello Conecessionaires | Ferrari 250 GTO         | Innes Ireland  | Rang 6      |                    |

### Sebring-Ergebnisse
| Jahr | Team                         | Fahrzeug      | Teamkollege | Platzierung            | Ausfallgrund |
| ---- | ---------------------------- | ------------- | ----------- | ---------------------- | ------------ |
| 1965 | David Piper Auto Racing Ltd. | Ferrari 250LM | David Piper | Rang 3 und Klassensieg |              |

### Einzelergebnisse in der Sportwagen-Weltmeisterschaft
| Saison | Team                                  | Rennwagen                          | 1   | 2   | 3   | 4   | 5   | 6   | 7   | 8   | 9   | 10  | 11  | 12  | 13  | 14  | 15  | 16  | 17  | 18  | 19  | 20  | 21  | 22  |
| ------ | ------------------------------------- | ---------------------------------- | --- | --- | --- | --- | --- | --- | --- | --- | --- | --- | --- | --- | --- | --- | --- | --- | --- | --- | --- | --- | --- | --- |
| 1961   | Essex Racing Stable                   | Aston Martin DBR1                  | SEB | TAR | NÜR | LEM | PES |     |     |     |     |     |     |     |     |     |     |     |     |     |     |     |     |     |
| 1961   | Essex Racing Stable                   | Aston Martin DBR1                  | DNF |     |     |     |     |     |     |     |     |     |     |     |     |     |     |     |     |     |     |     |     |     |
| 1962   | Essex Racing Stables                  | Aston Martin DBR1 Aston Martin DB4 | DAY | SEB | SEB | MAI | TAR | BER | NÜR | LEM | TAV | CCA | RTT | NÜR | BRI | BRI | PAR |     |     |     |     |     |     |     |
| 1962   | Essex Racing Stables                  | Aston Martin DBR1 Aston Martin DB4 |     |     |     |     |     |     | 4   |     | 7   |     |     |     |     |     |     |     |     |     |     |     |     |     |
| 1963   | Lola Porsche                          | Lola Mk6 Porsche 718               | DAY | SEB | SEB | TAR | SPA | MAI | NÜR | CON | ROS | LEM | MON | WIS | TAV | FRE | CCE | RTT | OVI | NÜR | MON | MON | TDF | BRI |
| 1963   | Lola Porsche                          | Lola Mk6 Porsche 718               |     |     |     |     |     |     | DNF |     |     | DNF |     |     |     |     |     |     |     |     |     |     |     |     |
| 1964   | David Piper Maranello Concessionaires | Ferrari 250 GTO                    | DAY | SEB | TAR | MON | SPA | CON | NÜR | ROS | LEM | REI | FRE | CCE | RTT | SIM | NÜR | MON | TDF | BRI | BRI | PAR |     |     |
| 1964   | David Piper Maranello Concessionaires | Ferrari 250 GTO                    |     |     |     |     |     |     | 7   |     | 6   | 4   |     |     | 10  |     |     |     |     |     |     | 4   |     |     |
| 1965   | David Piper                           | Ferrari 250LM                      | DAY | SEB | BOL | MON | MON | RTT | TAR | SPA | NÜR | MUG | ROS | LEM | REI | BOZ | FRE | CCE | OVI | NÜR | BRI | BRI |     |     |
| 1965   | David Piper                           | Ferrari 250LM                      |     | 3   |     |     |     |     |     |     | 16  |     |     |     |     |     |     |     |     |     |     |     |     |     |